# 2C (psicodélicos)
2C (2C-x) é o nome genérico para a família de fenetilaminas psicodélicas contendo grupos de metoxilo nas posições 2 e 5 de um anel benzeno. A maioria desses compostos também carrega substituintes lipofílicos na posição 4, geralmente resultando em drogas mais potentes, metabolicamente estáveis e de ação mais longa. A maioria dos compostos 2C atualmente conhecidos foram sintetizados pela primeira vez por Alexander Shulgin nas décadas de 1970 e 1980 e publicados em seu livro PiHKAL. Shulgin também cunhou o termo 2C, sendo um acrônimo para os 2 átomos de carbono entre o anel de benzeno e o grupo amina.

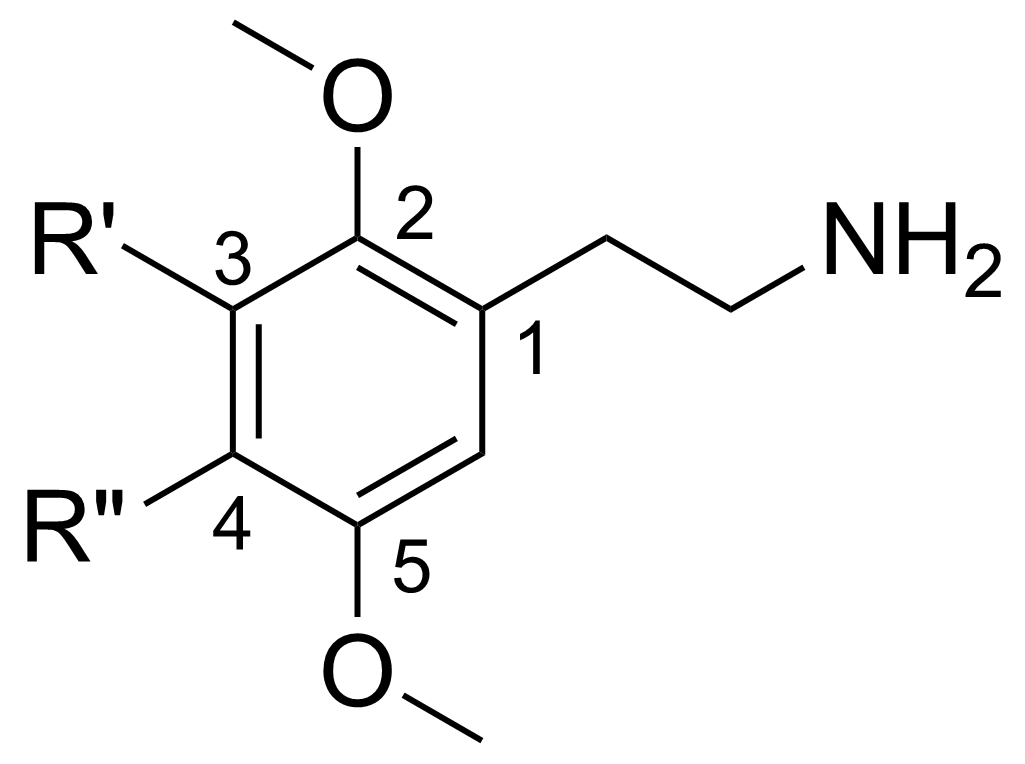
Estrutura geral de um composto 2C

## Lista de substâncias da família 2C
| Nomenclatura | R3     | R4             | Estrutura 2D | Estrutura 3D |
| ------------ | ------ | -------------- | ------------ | ------------ |
| 2C-B         | H      | Br             |              |              |
| 2C-Bn        | H      | CH2C6H5        |              |              |
| 2C-Bu        | H      | CH2CH2CH2CH3   |              |              |
| 2C-C         | H      | Cl             |              |              |
| 2C-C-3       | Cl     | Cl             |              |              |
| 2C-CN        | H      | C≡N            |              |              |
| 2C-CP        | H      | C3H5           |              |              |
| 2C-D         | H      | CH3            |              |              |
| 2C-E         | H      | CH2CH3         |              |              |
| 2C-EF        | H      | CH2CH2F        |              |              |
| 2C-F         | H      | F              |              |              |
| 2C-G         | CH3    | CH3            |              |              |
| 2C-G-1       | CH2    | CH2            |              |              |
| 2C-G-2       | (CH2)2 | (CH2)2         |              |              |
| 2C-G-3       | (CH2)3 | (CH2)3         |              |              |
| 2C-G-4       | (CH2)4 | (CH2)4         |              |              |
| 2C-G-5       | (CH2)5 | (CH2)5         |              |              |
| 2C-G-6       | (CH2)6 | (CH2)6         |              |              |
| 2C-G-N       | (CH)4  | (CH)4          |              |              |
| 2C-H         | H      | H              |              |              |
| 2C-I         | H      | I              |              |              |
| 2C-iP        | H      | CH(CH3)2       |              |              |
| 2C-N         | H      | NO2            |              |              |
| 2C-NH2       | H      | NH2            |              |              |
| 2C-PYR       | H      | Pyrrolidine    |              |              |
| 2C-PIP       | H      | Piperidine     |              |              |
| 2C-O         | H      | OCH3           |              |              |
| 2C-O-4       | H      | OCH(CH3)2      |              |              |
| 2C-MOM       | H      | CH2OCH3        |              |              |
| 2C-P         | H      | CH2CH2CH3      |              |              |
| 2C-Ph        | H      | C6H5           |              |              |
| 2C-Se        | H      | Se CH3         |              |              |
| 2C-T         | H      | SCH3           |              |              |
| 2C-T-2       | H      | SCH2CH3        |              |              |
| 2C-T-3       |        |                |              |              |
| 2C-T-4       | H      | SCH(CH3)2      |              |              |
| 2C-T-5       |        |                |              |              |
| 2C-T-6       |        |                |              |              |
| 2C-T-7       | H      | S(CH2)2CH3     |              |              |
| 2C-T-8       | H      | SCH2CH(CH2)2   |              |              |
| 2C-T-9       |        |                |              |              |
| 2C-T-10      |        |                |              |              |
| 2C-T-11      |        |                |              |              |
| 2C-T-12      |        |                |              |              |
| 2C-T-13      | H      | S(CH2)2OCH3    |              |              |
| 2C-T-14      |        |                |              |              |
| 2C-T-15      | H      | SCH(CH2)2      |              |              |
| 2C-T-16      | H      | SCH2CH=CH2     |              |              |
| 2C-T-17      | H      | SCH(CH3)CH2CH3 |              |              |
| 2C-T-18      |        |                |              |              |
| 2C-T-19      | H      | SCH2CH2CH2CH3  |              |              |
| 2C-T-21      | H      | S(CH2)2F       |              |              |
| 2C-T-21.5    |        |                |              |              |
| 2C-T-22      |        |                |              |              |
| 2C-T-23      |        |                |              |              |
| 2C-T-24      |        |                |              |              |
| 2C-T-25      |        |                |              |              |
| 2C-T-27      |        |                |              |              |
| 2C-T-28      |        |                |              |              |
| 2C-T-30      |        |                |              |              |
| 2C-T-31      |        |                |              |              |
| 2C-T-32      |        |                |              |              |
| 2C-T-33      |        |                |              |              |
| 2C-DFM:770   | H      | CHF2           |              |              |
| 2C-TFM       | H      | CF3            |              |              |
| 2C-TFE       | H      | CH2CF3         |              |              |
| 2C-YN        | H      | C≡CH           |              |              |
| 2C-V         | H      | CH=CH2         |              |              |
| 2C-AL        | H      | CH2CH=CH2      |              |              |

## Legalidade

### Canadá
Em 12 de outubro de 2016, a família 2C-x de fenetilaminas substituídas tornou-se uma substância controlada (Anexo III) no Canadá.